# 3-氨基吡啶
3-氨基吡啶是一种有机化合物，化学式为C5H6N2，为单氨基取代吡啶三种同分异构体中的一种。它可用于合成有机配体3-吡啶基烟酰胺。

## 制备
3-氨基吡啶可以通过烟酰胺和次溴酸钠（溴和氢氧化钠原位反应得到）加热的反应制备，反应温度70℃：